# Beatrix Boulsevicz
Beatrix Boulsevicz (Budapest, 15 febbraio 1987) è una nuotatrice ungherese.
Specializzata nei 200m farfalla, ha vinto un oro agli europei di corta di Trieste nel 2005 e un argento a quelli di Helsinki 2006.

## Palmarès
- Europei in vasca corta

Trieste 2005: oro nei 200m farfalla.
Helsinki 2006: argento nei 200m farfalla.
- Europei giovanili

Glasgow 2003: oro nei 100m farfalla e argento nei 200m farfalla.